# 眼の壁
『眼の壁』（めのかべ）は、松本清張の長編推理小説。『週刊読売』に連載され（1957年4月14日号 - 1957年12月29日号、連載時の挿絵は御正伸）、1958年2月、光文社から単行本として刊行された。
若い会計課次長が、パクリ屋の手形詐欺に端を発する、連続殺人事件の謎を追跡するミステリー長編。『点と線』に次いで連載開始された推理長編であり、知能犯的経済犯罪を発端に、様々な社会的素材・人間像が盛り込まれ、連載中から大きな反響を呼んだ作品である。
1958年に松竹で映画化。2022年にWOWOWで連続ドラマ化。

## あらすじ
電機メーカーの会計課長・関野徳一郎は、R相互銀行本店にて、パクリ屋グループによる詐欺に引っ掛かり、総額3000万円の手形を詐取された。会社は大損害を蒙り、責任を感じた関野は、湯河原の山中に分け入り、自殺する。
遺書により過程を知った関野の部下・萩崎竜雄は、社内の極秘として事件を警察に頼めないなら、自ら真相を追跡しようと決心した。新聞記者・田村満吉と共に、事件の背景を追う竜雄だったが、高利貸の女秘書・上崎絵津子や右翼の領袖・舟坂英明など、謎の人物が交錯し、やがて殺人事件に発展する。

## 主な登場人物
原作における設定を記述。
萩崎竜雄
電機メーカー・昭和電業製作所の会計課次長。本作の探偵役。
田村満吉
新聞社社会部の記者。竜雄の学生時代の友人。
関野徳一郎
昭和電業の会計課長。竜雄の上司。
瀬沼俊三郎
昭和電業の顧問弁護士。
岩尾輝輔
長野県選出の代議士。
山杉喜太郎
麻布に事務所を持つ山杉商事の社長。
上崎絵津子
山杉商事の女秘書。
舟坂英明
戦後に勢力を伸ばしてきた右翼の新鋭。荻窪在住。
梅井淳子
西銀座の酒場「レッドムーン」のマダム。

## エピソード
- 本作執筆のきっかけは、著者が、昭和電工事件など戦後の贈収賄犯罪の捜査に関与していた検察庁の検事・河井信太郎から、「いままでの探偵小説を読んでいると、たいてい捜査一課の仕事ばかり書いている。しかし二課の仕事もあるのだから、そっちの方のなにかを書いたらどうか」と言われたことに始まっている[4][5]。
- 小説中の「清華園」のモデルは昭和病院（現：東濃厚生病院）の分院と推定され、当時は木造建築であった[6]。
- 本作は同時期の『点と線』と異なり、連載中から非常に評判が良く、清張自身楽しみながら執筆した作品であった[7]。
- 本作は推理小説の中で経済犯罪を描いた先駆的作品とされるが[8]、手形詐欺のモチーフは、のちに高木彬光の『白昼の死角』でも展開され、こちらも大きな話題作となった。
- 作中の死体処理のトリックに関しては、1956年2月に、東京・足立区の日本皮革（現：ニッピ）の工場で発生した殺人事件がヒントになっている[9]。推理小説評論家の権田萬治の説明によれば、同事件は、東京大学理学部出身の青年技師・K（28歳）が、先輩技師のS（35歳）を殺し、死体を試験工場内の原皮樽に入れてから、翌日の深夜に、重クロム酸ソーダと水に加えて濃硫酸を流し込んだ。物凄い白煙が立ち上ったが、守衛には薬剤の混合ミスと言ってごまかし、人体の90パーセントを溶解、さらに塩酸と硫酸の混合液で、残りの人骨を完全に溶解する計画だったという[8]。
- 中国文学研究者の藤井省三は、ノーベル文学賞受賞作家の莫言の小説『酒国 特捜検事丁鈎児の冒険』に本作の影響が見られると分析している[10]。

部落解放同盟による批判
本作の再版以降では、犯人たちの故郷が「長野県南佐久郡春野村字横尾」とされており、村名以下は架空の地名ながら「村の端に小さい皮革工場がある」、「横尾というところは、付近でも貧農で知られた村なんだ。音次は、その貧しさに耐えかねて、村を飛び出したのだ。なにしろ地方では貧困な農家にたいして、因襲的に蔑視の念が強いからね」などの記述から被差別部落であることが暗示されており、部落解放同盟岡山県連合会から「部落差別を基礎にした発想法に問題があり、差別を助長する作品として見逃すことができない」と非難を受けた。このとき清張は部落解放同盟との会談に応じ、作品のなかの地名を変更したり再出版の断念を表明したりした。また、部落問題を勉強し始め、読売新聞に論文を発表し、部落問題の講演会を開いた。清張によると、本作にはヒント程度だがモデルとなった事件があり、それがやはり部落問題に関係していたという。また、部落解放同盟から最も問題視されたのは初出時における犯人たちの人名と故郷の地名であり、「こちらは偶然なんですが、これは調べて書いたのだということになって、まず第一ばんに心証を悪くしたんですね」ともいう。清張はまた、本作をめぐり部落解放同盟幹部に50万円支払ったとも発言している。

## 映画
1958年10月15日に松竹系にて公開された。連載中の1957年5月に映画化が決定され、『君の名は』の佐田啓二主演・大庭秀雄監督のコンビで制作された。また、宝塚出身の鳳八千代は、松竹専属入社後の初出演映画となった。原作と比べて、詐欺事件の経緯などの説明部分は省略され、主人公・萩崎竜雄の考えや気持ちを描くことに重点が置かれ、また、萩崎と上崎絵津子の邂逅場面を増やすストーリー展開となっている。現在はDVD化されている。

### キャスト
- 佐田啓二（萩崎竜雄）
- 鳳八千代（上崎絵津子）
- 高野真二（田村満吉）
- 朝丘雪路（永井章子）　※原作にはないオリジナルキャラクター
- 織田政雄（関野徳一郎課長）
- 宇佐美淳也（舟坂英明・山崎事務長）
- 渡辺文雄（山本一夫・黒池健吉）
- 西村晃（瀬川弁護士）
- 多々良純（元刑事・田丸利市）
- 山路義人（岩尾輝輔・岩尾輝次）
- 三谷幸子（マダム・梅井淳子）
- 左卜全（加藤大六郎）
- 三津田健（昭和電業社長）
- 永井智雄（加賀専務）
- 十朱久雄（常務）
- 小林十九二（伊勢通信員・青山）
- 富田仲次郎（里村捜査一課長）
- 紫千代（レッドムーン女給・正美）
- 永井達郎（渡辺）
- 佐竹明夫（記者・辻）
- 福岡正剛（記者・内野）
- 稲川善一（東洋相互銀行次長）
- 松野日出夫（東洋相互銀行員）
- 小瀬朗（青年）
- 木村天竜（山形）
- 土紀洋児（東毎新聞社会部次長）
- 遠山文雄（役場の吏員）
- 高木信夫（郵便局長）
- 井上正彦（バーの客）
- 桜井研二（バーテン）
- 人見修、長谷部朋香、清水幹世（明和電業の社員）
- 大津絢子（女給・ルミ）
- 水上令子（たまえの女将）
- 本橋和子（掃除婦）
- 大塚君代（宿屋の女将）
- 村上紀代（宿屋の女中）
- 志賀真津子（瀬戸物屋の女将）
- 伊久美愛子（郵便局員）
- 町田祥子（バスの車掌）
- 佐谷ひろ子（スチュワーデス）

ほか

### スタッフ
- 製作：小松秀雄
- 監督：大庭秀雄
- 脚本：高岩肇
- 撮影：厚田雄春
- 音楽：池田正義
- 美術：芳野尹孝
- 録音：吉田庄太郎
- 照明：青松明
- 編集：浜村義康
- 監督助手：萩原徳三
- 撮影助手：川又昮

## テレビドラマ
小泉孝太郎の主演で連続ドラマ化。2022年6月19日からWOWOWの「連続ドラマW」枠で放送。
原作と異なりバブル終焉期の1990年を舞台とする。 

### キャスト (テレビドラマ)
- 萩崎竜雄 - 小泉孝太郎 （ウキシマ電業製作所経理課長）
- 上崎絵津子 / 黒池絵津子 - 泉里香[19]（少女期：安藤美優[20]） （クラブ『月世界』ホステス）
- 村木満吉 - 上地雄輔[19] （毎朝新聞社社会部記者）
- 堀口勝 / 黒池健吉 - 薮宏太（Hey! Say! JUMP）[19]（少年期：市原匠悟[20]） （金融コンサルタントを名乗る男）
- 関野徳一郎 - 甲本雅裕[19] （ウキシマ電業製作所経理部長）
- 田丸利市 - 加藤雅也[19] （ベレー帽の謎の男）
- 山杉喜太郎 / 梅村文男 - 陣内孝則[19] （山杉商事社長）
- 瀬沼俊三郎 - 山崎銀之丞 （ウキシマ電業顧問弁護士）
- 関野千代子 - 中島ひろ子 （関野徳一郎の妻）
- 岩尾輝輔 - 金田明夫 （与党代議士）
- 水嶋典孝 - 忍成修吾 （謎の男）
- 笹川弘樹 - 飯田基祐 （警視庁捜査一課刑事）
- 倉岡 - 足立尭之[21] （警視庁捜査一課刑事）
- 山岡 - おかやまはじめ （ウキシマ電業製作所常務）
- 篠田真司 - 俵木藤汰 （ウキシマ電業製作所常務）
- 川上 - 大石吾朗 （ウキシマ電業製作所社長）
- 寺本靖 - 末広透 （一栄銀行内見町支店営業第二課）
- 近松 - 有福正志 （元小学校教師）
- 斉藤智之 - 阿邊龍之介[22]（山杉商事の顧客）
- 斉藤紀香 - 堀かおり[23]（斉藤智之の妻）

### スタッフ (テレビドラマ)
- 監督 - 内片輝
- 脚本 - 深沢正樹
- 音楽 - 諸橋邦行
- チーフプロデューサー - 青木泰憲（WOWOW）
- プロデューサー - 井口正俊（WOWOW）、的場政行（ファインエンターテイメント）
- 製作 - WOWOW、ファインエンターテイメント

### 放送日程
| 話数   | 放送日  |
| ------ | ------- |
| 第1話  | 6月19日 |
| 第2話  | 6月26日 |
| 第3話  | 7月03日 |
| 第4話  | 7月10日 |
| 最終話 | 7月17日 |

| WOWOW 連続ドラマW 日曜オリジナルドラマ            | WOWOW 連続ドラマW 日曜オリジナルドラマ         | WOWOW 連続ドラマW 日曜オリジナルドラマ       |
| 前番組                                            | 番組名                                         | 次番組                                       |
| ------------------------------------------------- | ---------------------------------------------- | -------------------------------------------- |
| 邪神の天秤 公安分析班 （2022年2月13日 - 4月17日） | 松本清張「眼の壁」 （2022年6月19日 - 7月17日） | 雨に消えた向日葵 （2022年7月24日 - 8月21日） |